# Attaques de Bamako
Guerre du Mali
Batailles
Les attaques de Bamako ont lieu le 17 septembre 2024, lors de la guerre du Mali. Revendiquées par les djihadistes du Groupe de soutien à l'islam et aux musulmans (GSIM), elles causent la mort d'une centaine de militaires des Forces armées maliennes et de mercenaires russes du Groupe Wagner.

## Déroulement
Le 17 septembre, à Bamako, un groupe de djihadistes mène une double attaque simultanément contre l'école de gendarmerie de Faladié et la base aérienne 101. L'école de Faladié abrite notamment le siège des unités d’élite de la gendarmerie, le groupe d'action rapide de surveillance et d’intervention et le peloton d'intervention de la gendarmerie nationale. La base aérienne 101 accueille quant à elle des avions et des hélicoptères de l'armée de l'air malienne, ainsi qu'un camp de mercenaires russes du Groupe Wagner.
L'attaque est revendiquée le même jour par le Groupe de soutien à l'islam et aux musulmans (GSIM),, qui affirme avoir agi « en représailles aux centaines de massacres commis par la junte au pouvoir et ses alliés russes contre notre peuple musulman ». L'organisation diffuse le jour même des vidéos de ses combattants déambulant dans le pavillon présidentiel de l'aéroport et incendiant un appareil de la flotte officielle.
Les combats débutent vers 5 heures 30 du matin. À Faladié, l'attaque est rapidement contenue par l'armée malienne, mais dans la base aérienne 101 les affrontements se poursuivent jusque dans l'après-midi.

## Pertes
Aucun bilan humain n'est communiqué par la junte malienne. Celle-ci reconnaît seulement « quelques pertes en vies humaines »,. 
Au moins une vingtaine de personnes sont interpellées par les forces maliennes, mais le GSIM soutient n'avoir aucun lien avec eux. Au moins un homme est lynché et son corps brûlé par la foule.
Le Groupe de soutien à l'islam et aux musulmans déclare de son côté que son attaque a fait plusieurs centaines de morts ou de blessés et a causé « de lourdes pertes aux mercenaires de Wagner ». Il revendique la destruction de dizaines de véhicules, dont des blindés, et de six aéronefs, dont un drone, et l'endommagement de quatre autres. Il affirme également qu'une dizaine de combattants ont participé à l'attaque et que tous y ont trouvé la mort.
Les vidéos filmées par les djihadistes confirment la destruction des plusieurs aéronefs, dont un des deux CASA C295 de l'armée de l'air du Mali. Un homme du GSIM met notamment le feu à l'un des réacteurs du Boeing 737-700 BBJ présidentiel acquis en 2014 par Ibrahim Boubacar Keïta.
Le 19 septembre, RFI indique que selon de nombreuses sources militaires et civiles, le bilan serait de plus de 70 morts — dont une vingtaine à la base aérienne — et 200 blessés pour les gendarmes et militaires maliens. Le journal Le Monde rapporte pour sa part que selon un officier malien, les pertes seraient d'une soixantaine de morts à l'école de gendarmerie de Faladié,. Le même jour, l'AFP cite un bilan de 77 morts et 255 blessés selon une source sécuritaire, mais indique également qu'un document confidentiel officiel authentifié fait d'état d'une centaine de morts, en citant nommément 81 victimes. Un quotidien malien, Le Soir de Bamako annonce pour sa part à sa une « les obsèques d'une cinquantaine d'élèves gendarmes ».
Du côté du Groupe Wagner, le journal Le Monde rapporte que les pertes seraient d'une dizaine de morts, d'après une source militaire malienne.

## Vidéographie
- [vidéo] Laureline Savoye, Thomas Eydoux, Morgane Le Cam, Benjamin Roger et Cellule Enquête vidéo, Attaque terroriste à Bamako : les images vérifiées par « Le Monde » montrent une opération préparée et meurtrière, Le Monde, 18 septembre 2024.
- [vidéo] Mali : deux attaques simultanées à Bamako, revendiquées par Al-Qaïda, France 24, 17 septembre 2024.